# Yiinthi spathula
Yiinthi spathula là một loài nhện trong họ Sparassidae.
Loài này thuộc chi Yiinthi. Yiinthi spathula được Hugh Davies miêu tả năm 1994.